# Mallory Swanson
Pour les articles homonymes, voir Swanson et Pugh.
Mallory Swanson, née Mallory Pugh le 29 avril 1998 à Littleton, au Colorado, est une joueuse internationale américaine de soccer. Elle évolue au poste d'attaquante pour le Washington Spirit.

## Biographie

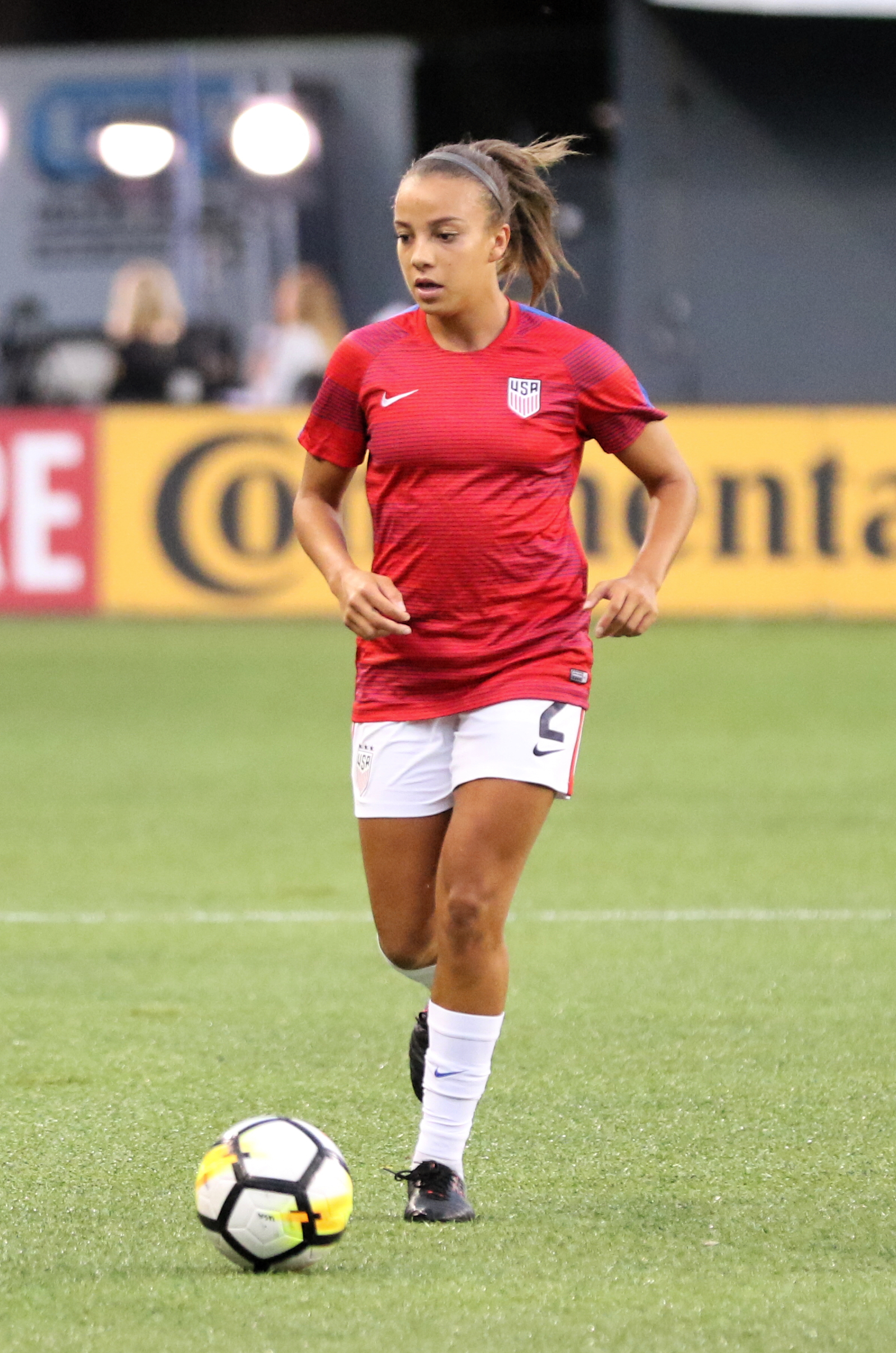
Pugh avec les États-Unis en 2017.

Née à Highlands Ranch, dans l'État du Colorado, elle intègre l'équipe de football du lycée de sa ville (Mountain Vista High School). En 2013, alors qu'elle est en deuxième année, elle remporte le titre de l’état du Colorado.
Joueuse précoce, elle fait ses débuts avec l'équipe des États-Unis le 23 janvier 2016 alors qu'elle est encore lycéenne. Dès sa première sélection, contre l'Irlande, elle ouvre son compteur but, en marquant le cinquième et dernier but du match à la 83e minute. 
À la sortie du lycée, Pugh a le choix entre devenir joueuse professionnelle ou poursuivre ses études au niveau universitaire. Elle décide de rejoindre le programme angelino de l'université de Californie dont l'équipe est les Bruins d'UCLA.  
Mallory Pugh est sélectionnée pour les Jeux de Rio 2016, elle inscrit un but face à la Colombie lors du 3e match de poule, permettant à sa sélection de finir à 2-2 et de terminer en tête devant la France.  

### Buts en sélection
| Buts en sélection de Mallory Pugh | Buts en sélection de Mallory Pugh | Buts en sélection de Mallory Pugh | Buts en sélection de Mallory Pugh | Buts en sélection de Mallory Pugh | Buts en sélection de Mallory Pugh | Buts en sélection de Mallory Pugh | Buts en sélection de Mallory Pugh  |
|                                   | Date                              | Lieu                              | Adversaire                        | Minute                            | Score                             | Résultat final                    | Compétition                        |
| --------------------------------- | --------------------------------- | --------------------------------- | --------------------------------- | --------------------------------- | --------------------------------- | --------------------------------- | ---------------------------------- |
| 1                                 | 23 janvier 2016                   | San Diego                         | Irlande                           | 83e                               | 5-0                               | 5-0                               | Amical                             |
| 2                                 | 6 avril 2016                      | East Hartford                     | Colombie                          | 39e                               | 3-0                               | 7-0                               | Amical                             |
| 3                                 | 23 juillet 2016                   | Kansas City                       | Costa Rica                        | 22e                               | 2-0                               | 4-0                               | Amical                             |
| 4                                 | 9 août 2016                       | Manaus                            | Colombie                          | 59e                               | 2-1                               | 2-2                               | Jeux olympiques de Rio             |
| 5                                 | 3 août 2017                       | Carson                            | Japon                             | 60e                               | 2-0                               | 3-0                               | Amical                             |
| 6                                 | 19 septembre 2017                 | Cincinnati                        | Nouvelle-Zélande                  | 44e                               | 2-0                               | 5-0                               | Amical                             |
| 7                                 | 21 janvier 2018                   | San Diego                         | Danemark                          | 47e                               | 3-1                               | 5-1                               | Amical                             |
| 8                                 | 21 janvier 2018                   | San Diego                         | Danemark                          | 65e                               | 4-1                               | 5-1                               | Amical                             |
| 9                                 | 4 mars 2018                       | Harrison                          | France                            | 35e                               | 1-0                               | 1-1                               | She Believes Cup 2018              |
| 10                                | 5 avril 2018                      | Jacksonville                      | Mexique                           | 5e                                | 1-0                               | 4-1                               | Amical                             |
| 11                                | 8 avril 2018                      | Houston                           | Mexique                           | 3e                                | 1-0                               | 6-2                               | Amical                             |
| 12                                | 4 septembre 2018                  | San José                          | Chili                             | 3e                                | 1-0                               | 4-0                               | Amical                             |
| 13                                | 19 janvier 2019                   | Le Havre                          | France                            | 90e                               | 1-3                               | 1-3                               | Amical                             |
| 14                                | 4 avril 2019                      | Commerce City                     | Australie                         | 67e                               | 4-2                               | 5-3                               | Amical                             |
| 15                                | 4 avril 2019                      | Commerce City                     | Australie                         | 90e                               | 5-3                               | 5-3                               | Amical                             |
| 16                                | 26 mai 2019                       | Harrison                          | Mexique                           | 76e                               | 2-0                               | 3-0                               | Amical                             |
| 17                                | 11 juin 2019                      | Reims                             | Thailande                         | 84e                               | 11-0                              | 13-0                              | Coupe du monde de football féminin |
| 18                                | 3 octobre 2019                    | Charlotte                         | Corée du Sud                      | 76e                               | 2-0                               | 2-0                               | Amical                             |
| 19                                | 20 février 2022                   | Carson                            | Nouvelle-Zélande                  | 90e                               | 5-0                               | 5-0                               | She Believes Cup 2022              |
| 20                                | 23 février 2022                   | Frisco                            | Islande                           | 60e                               | 3-0                               | 5-0                               | She Believes Cup 2022              |
| 21                                | 23 février 2022                   | Frisco                            | Islande                           | 75e                               | 4-0                               | 5-0                               | She Believes Cup 2022              |
| 22                                | 9 avril 2022                      | Columbus                          | Ouzbékistan                       | 27e                               | 2-0                               | 9-1                               | Amical                             |
| 23                                | 12 avril 2022                     | Chester                           | Ouzbékistan                       | 14e                               | 3-0                               | 9-0                               | Amical                             |
| 24                                | 14 juillet 2022                   | Leon                              | Costa Rica                        | 45e                               | 2-0                               | 3-0                               | Championnat féminin de la CONCACAF |
| 25                                | 13 novembre 2022                  | Harrison                          | Allemagne                         | 56e                               | 2-1                               | 2-1                               | Amical                             |
| 26                                | 18 janvier 2023                   | Wellington                        | Nouvelle-Zélande                  | 52e                               | 1-0                               | 4-0                               | Amical                             |
| 27                                | 18 janvier 2023                   | Wellington                        | Nouvelle-Zélande                  | 63e                               | 3-0                               | 4-0                               | Amical                             |
| 28                                | 21 janvier 2023                   | Auckland                          | Nouvelle-Zélande                  | 53e                               | 3-0                               | 5-0                               | Amical                             |
| 29                                | 16 février 2023                   | Orlando                           | Canada                            | 7e                                | 1-0                               | 2-0                               | She Believes Cup 2023              |
| 30                                | 16 février 2023                   | Orlando                           | Canada                            | 34e                               | 2-0                               | 2-0                               | She Believes Cup 2023              |
| 31                                | 19 février 2023                   | Nashville                         | Japon                             | 45e                               | 1-0                               | 1-0                               | She Believes Cup 2023              |
| 32                                | 22 février 2023                   | Frisco                            | Brésil                            | 63e                               | 2-0                               | 2-1                               | She Believes Cup 2023              |
| 33                                | 1er juin 2024                     | Commerce City                     | Corée du Sud                      | 34e                               | 1-0                               | 4-0                               | Amical                             |
| 34                                | 1er juin 2024                     | Commerce City                     | Corée du Sud                      | 74e                               | 4-0                               | 4-0                               | Amical                             |
| 35                                | 25 juillet 2024                   | Nice                              | Zambie                            | 24e                               | 2-0                               | 3-0                               | Jeux Olympiques                    |
| 36                                | 25 juillet 2024                   | Nice                              | Zambie                            | 25e                               | 3-0                               | 3-0                               | Jeux Olympiques                    |
| 37                                | 28 juillet 2024                   | Marseille                         | Allemagne                         | 26e                               | 2-1                               | 4-1                               | Jeux Olympiques                    |
| 38                                | 10 août 2024                      | Paris                             | Brésil                            | 57e                               | 1-0                               | 1-0                               | Jeux Olympiques                    |

## Palmarès
- États-Unis
  - Vainqueur de la Coupe du monde féminine de football en 2019
  - Vainqueur de la SheBelieves Cup en 2016, 2018,  2020, 2022, 2023 et 2024
  - Vainqueur du Championnat féminin de la CONCACAF en 2018, et 2022
  - Championne olympique en 2024

## Distinctions individuelles
- U.S. Soccer Young Female Athlete of the Year : 2015
- Gatorade National Female Soccer Player of the Year : 2016[5]
- National Soccer Coaches Association of America (NSCAA) Youth Girls National Player of the Year : 2014
- NSCAA Youth All-America Team : 2013
- Sports Illustrated Sports Kid of the Year Top 5 Finalist : 2012

## Vie privée
Mallory Pugh est en couple depuis décembre 2017 avec Dansby Swanson, un joueur de  baseball.
Elle se marie avec ce dernier le 10 décembre 2022.